# Križanke

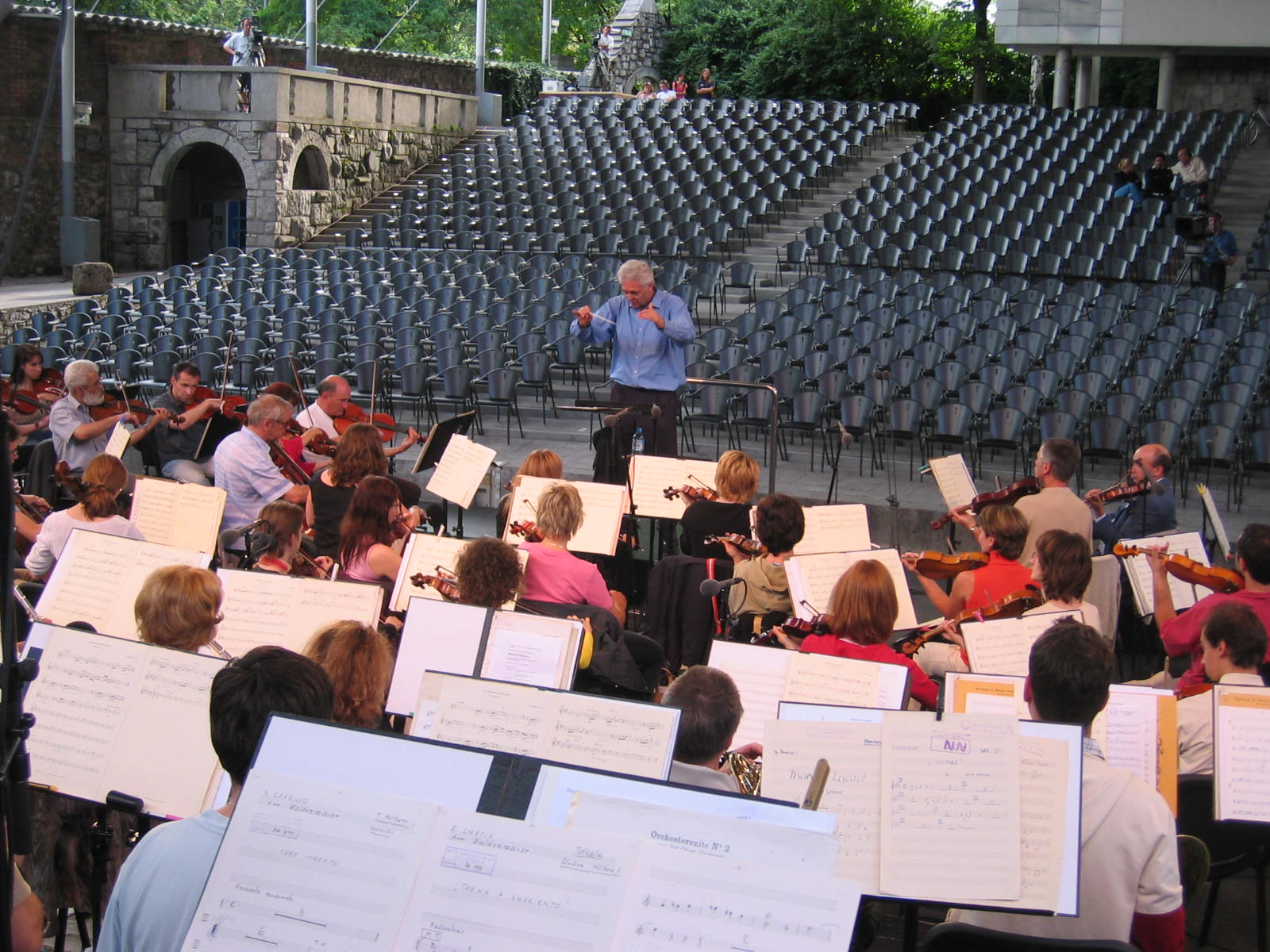
Križanke, Konzert des Slowenischen RTV-Symphonie-Orchesters 2005

Križanke ist der Name eines Kulturzentrums in Ljubljana (Slowenien). Es handelt sich dabei um Bauten auf dem Grundstück und unter Einbeziehung von Gebäuden der ehemaligen Kommende Laibach des Deutschen Ordens inklusive der Maria-Hilf-Ordenskirche. Der Name leitet sich ab von križniki (deutsch: Kreuzritter), der slowenischen Bezeichnung für Deutschordensritter. Der Ort wird heute für kulturelle Veranstaltungen – unter anderem im Rahmen des Ljubljana Festivals und des Jazzfestivals Ljubljana genutzt.

## Geschichte

### 13. Jahrhundert
Anfang des 13. Jahrhunderts gründen Mitglieder des Deutschen Ordens aus Kärnten eine Niederlassung am linken Ufer der Ljubljanica, nördlich des Fischerdorfs Krakau (Krakovo) und erbauen Ordenskirche und Konventgebäude.

### Ab dem 14. Jahrhundert
Die Kommende Laibach besitzt umfangreiche Ländereien, unter anderem Krakovo und den Deutschen Grund an der heutigen Emonska cesta. Sie verfügt über eine eigene Gerichtsbarkeit (siehe Gerichtsbezirk Laibach).

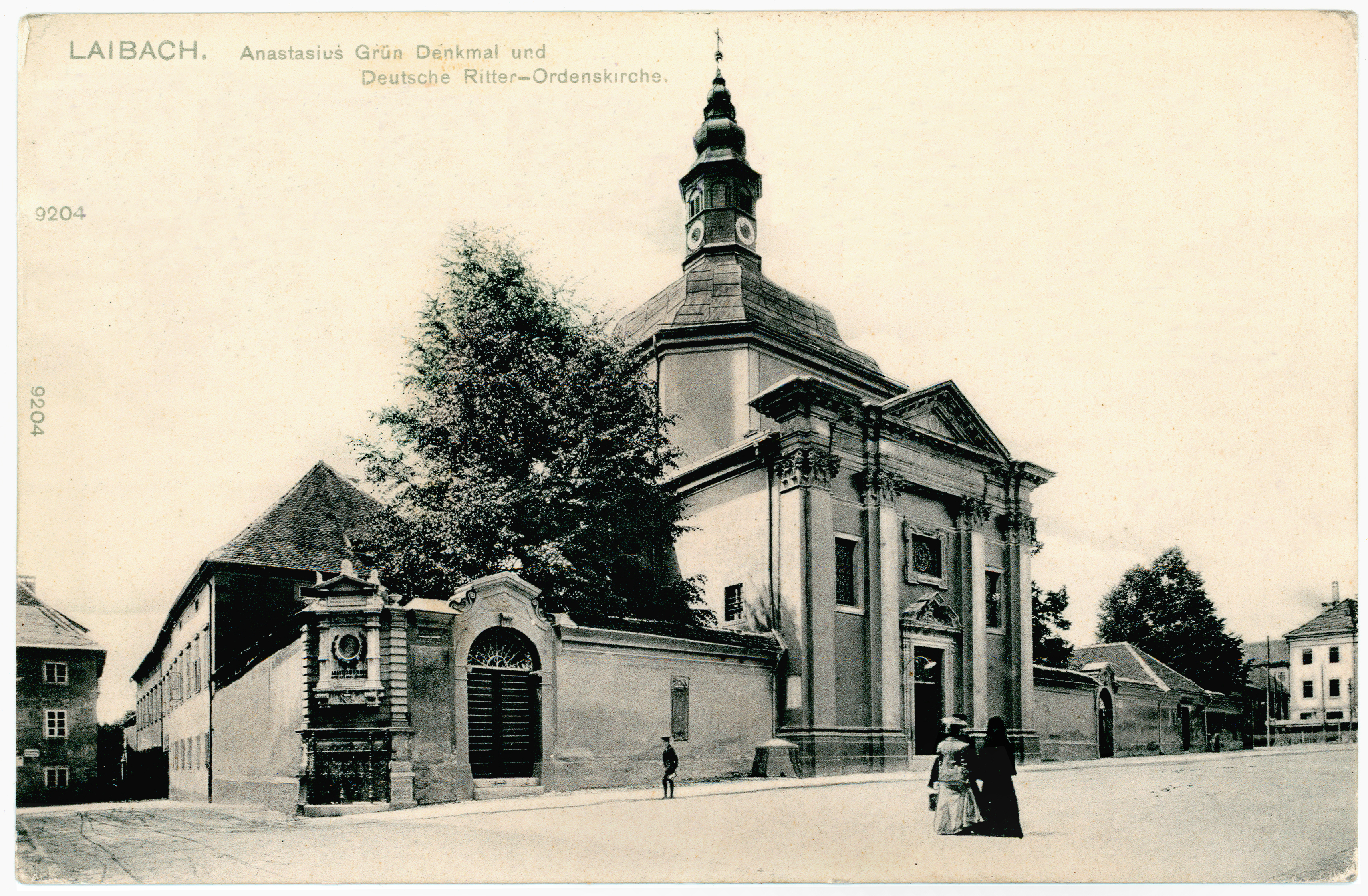
Kommende Laibach mit Ordenskirche Maria Hilf, 1915

### 18./19. Jahrhundert
Die Ordenskirche Maria-Hilf wird 1714/1715 im Barockstil neu erbaut. 1792 entsteht der Deutsche Platz (jetzt Platz der Französischen Revolution) durch Abriss des Deutschen Tors der Kommende.

### 20. Jahrhundert
Križanke wird Ende der 1940er Jahre verstaatlicht. 1952 wird der Architekt Jože Plečnik damit beauftragt, die Gebäude in eine Kunstgewerbeschule umzuwandeln. Später wird das Anwesen um den Veranstaltungsort des jährlichen Ljubljana-Festivals erweitert. Vor den ursprünglichen Klostergebäuden wird der Hof zu einem Veranstaltungsort für Kammermusikveranstaltungen, einem Freilichttheater und einem Festplatz umgestaltet. Die renovierten Gebäude werden als Kulturzentrum am 10. Juni 1955 eröffnet.

## Architektur
Der Komplex wurde von Plečnik mit Renaissance- und Barockelementen versehen. Der große Innenhof wurde mit Arkadenbögen, neuen Sgraffiti an der Fassade sowie mit Loggien versehen, der Hof mit dekorativen Betonplatten gepflastert. Neben dem alten Eingang befindet sich ein Lapidarium mit Grabsteinen und anderen Elementen aus Antike und Mittelalter. Eine Pergola neben der Klostermauer wird von Säulen aus dem zerstörten Komturpalast getragen. Außerhalb der Mauern baute Plečnik drei spätbarocke Portale aus den Überresten abgerissener Häuser.
An der Ecke von Zoisova cesta und Emonska cesta wurde ein Denkmal für den Dichter Anton Aškerec errichtet. Die Bronzebüste ist das Werk des Bildhauers Nikolaj Pirnat.